# 烏克蘭第12414號法案
烏克蘭第4555-IX號法律「關於對烏克蘭刑事訴訟法中關於戒嚴期間特殊情況下失蹤人口刑事犯罪審前調查特殊性修正案」或第12414號法案，是由烏克蘭國會在2025年7月22日通過的法律，對烏克蘭刑事訴訟法典中關於失踪人員刑事犯罪審前調查以及烏克蘭國家反腐敗局和特別反腐敗檢察官辦公室的職能進行修改，使2個機關改為隸屬於烏克蘭總檢察長；但因應2025年烏克蘭反貪腐示威所帶來的龐大民意壓力，最終於2025年7月31日被13533號法案取代而廢止。

## 背景
2025年7月21日，烏克蘭國家安全局、國家調查局和國家刑事調查部在沒有法院手令下對烏克蘭國家反腐敗局進行至少70次搜查。同時，烏克蘭國家安全局啟動一項針對國家機密保護的臨時檢查。該檢查針對的是有權接觸國家機密並進行秘密調查行動的烏克蘭國家反腐敗局員工，而烏克蘭國家安全局可以在臨時檢查期間，獲得有關烏克蘭國家反腐敗局和特別反腐敗檢察官辦公室正在進行和計劃中的行動措施及調查行動的資訊，披露此類資訊可能會擾亂調查行動和正在進行的調查。

## 法案
第12414號法案對「烏克蘭刑事訴訟法」的條文進行多項修訂，涉及烏克蘭總檢察長對烏克蘭國家反腐敗局和特別反腐敗檢察官辦公室調查的影響，2個機構在法案通過之前均是獨立機構。
根據法案，如果總檢察長認為烏克蘭國家反腐敗局的行動無效，有權將烏克蘭國家反腐敗局調查的案件移交給其他機構，並且有權向烏克蘭國家反腐敗局員工發出書面命令、查閱所有烏克蘭國家反腐敗局資料以及如果嫌疑人為烏克蘭總統、內閣成員、國會議員、高級軍官、法官、檢察官、反腐敗機構負責人和烏克蘭國家安全與國防委員會成員，總檢察長有權要求反腐敗局結束調查等。

## 審議
2025年7月22日上午，烏克蘭國會執法活動委員會召開會議，對該法律草案進行委員會討論。會議匆匆召開，並以線上方式持續約10分鐘。在委員會會議期間，通過修正案。委員會副委尤利婭·亞奇克表示，修正案在委員會的審議極度粗疏以及短暫，當中亦缺乏修正案的部份文件。
法律草案提交全體會議進行二讀審議。在野選民之聲黨和歐洲團結黨的部分國會議員在二讀會議中，試圖通過堵塞通往講台的通道來阻止法案的通過，但最終法案仍然以263票贊成獲得通過。
| 政黨               | 贊成 | 反對 | 棄權 | 未有投票 | 缺席 |
| ------------------ | ---- | ---- | ---- | -------- | ---- |
| 人民公僕           | 185  | 3    | 4    | 15       | 24   |
| 歐洲團結           | 3    | 9    | 5    | 2        | 8    |
| 全乌克兰联盟“祖国” | 15   | 0    | 0    | 1        | 9    |
| 生活與和平平台     | 18   | 0    | 0    | 0        | 3    |
| 選民之聲黨         | 1    | 0    | 3    | 8        | 8    |
| 信任               | 17   | 0    | 0    | 0        | 2    |
| 为了未来           | 10   | 0    | 0    | 0        | 7    |
| 恢復烏克蘭         | 9    | 0    | 0    | 3        | 5    |
| 無黨籍             | 5    | 1    | 1    | 6        | 8    |
| 總計               | 263  | 13   | 13   | 35       | 74   |

同日晚上，總統澤連斯基簽署法案，並於翌日生效。

## 爭議
由於法案並未獲得廣泛討論，而執政人民公僕黨透過國會多數迅速通過法案，引發社會對審議過程的不滿。而法案本身削弱烏克蘭反腐敗機構的獨立性，亦引致市民的擔憂。法案的通過隨即引發大批烏克蘭民眾在全國各地舉行抗議活動，部份民眾認為法案的通過將烏克蘭帶回2013年尊嚴革命前的貪腐社會。
法案的通過亦引起多國對烏克蘭反貪腐的發展，其中歐盟、英國、德國等國的官員均對法案削弱反腐敗機構的獨立性表示關切。多個歐盟國家官員表示，法案可能影響烏克蘭加入歐盟的道路。

## 後續
烏克蘭總統澤連斯基在7月23日表示，自己已經與烏克蘭國家反腐敗局、特別反腐敗檢察官辦公室、烏克蘭國家安全局、國家預防腐敗局、國家調查局、內政部和總檢察長辦公室代表進行會談，討論22日由執政人民公僕黨在國會提出並獲通過，及後引發全國各地出現示威的法案，表明已經聽到社會的聲音，了解民眾對國家機構的期望，希望確保司法公正和各個機構的有效運作。重申烏克蘭人民有一個共同的敵人，便是俄羅斯，保衛烏克蘭需要一個足夠強大的執法和反腐敗體制，指出刑事訴訟不應拖延數年而得不到合法判決。自己與各代表討論必要的行政和立法決定，以加強各機構的工作，解決現有矛盾。各方同意制定聯合行動計劃，概述加強烏克蘭、解決現有問題、實現更大程度的正義以及維護烏克蘭社會利益的所需步驟。在夜間講話中澤連斯基表示，將會向國會提出確保反腐敗機構獨立性的法案，並確保俄羅斯不會對執法活動產生影響或干涉。重提自己與多個執法部門的會議，各機構負責人同意共同提出一項行動計劃，概述加強烏克蘭法治的具體步驟。強調自己聽到民眾在街頭和網上所發表的意見，將認真對待這些擔憂，並已經分析所有關注點，需要改變和需要加強的所有方面。強烈期待執法和反腐敗機構負責人、烏克蘭總檢察長就法律規範提出具體建議。
2025年7月24日，烏克蘭總統澤連斯基表示，已經批准關於確保反腐敗系統關鍵機構獨立性的法律草案，並已經提交烏克蘭國會，表明法案加強烏克蘭執法系統、反腐敗機構的獨立性以及對執法系統的可靠保護，以免受到俄羅斯的干涉和影響。並表示保持團結和獨立十分重要，政府尊重所有烏克蘭人的立場，並感謝所有與烏克蘭站在一起的人。澤連斯基與傳媒會面時被問到是什麼決定需要向國會提交新法案時表示，我們應該聆聽民眾的意見，目前最主要的挑戰是戰爭，最重要的是國家團結，而傾聽民眾聲音並進行對話是必要的步驟，而自己認為烏克蘭應該有真正獨立的反腐敗機構。在回應民眾集會時表示，尊重社會的意見，認為反對削弱烏克蘭國家反腐敗局和特別反腐敗檢察官辦公室獨立性的集會是社會的正常反應。政府充分傾聽民眾聲音，當民眾要求作出改變時，政府將作出回應。又強調目前主要專注於解決與戰爭有關的問題，而目前主要的敵人是俄羅斯，這是最大的挑戰。而烏克蘭國會主席斯特凡丘克表示，烏克蘭國會已經收到由烏克蘭總統澤連斯基提交的第13533號法案 「關於烏克蘭刑事訴訟法的修正案以及加強烏克蘭國家反腐敗局特別反腐敗檢察官辦公室權力」，法案將在下次全體會議上審議。